# 世界 (杂志)
《世界》 杂志（WORLD Magazine），通常拼作WORLD，是一本双周刊基督教新闻杂志，由上帝的世界出版公司（God's World Publications）在美国出版，该公司是一个总部设在北卡罗来纳州阿什维尔的501(c)(3)非盈利组织。该杂志主要宣扬基督教福音派新教观点。
每期杂志都涵盖美国和国际新闻、文化分析、社论和评论以及书籍、音乐和电影评论。《世界》年终刊报道上一年的故事、讣告和统计数据。该杂志由乔尔·贝尔兹（Joel Belz）创立于1986年。